# Oscar Zariski
Oscar Zariski (Kobrin, 24 de abril de 1899 - Brookline, Massachusetts, 4 de julio de 1986) fue un matemático estadounidense de origen polaco.

## Carrera
Estudió en la Universidad de Kiev, obteniendo el doctorado en la Universidad de Roma "La Sapienza" en 1923 con un trabajo sobre la Teoría de Galois. En 1927 marchó a la Universidad Johns Hopkins de Estados Unidos, en la cual permaneció hasta 1946. Posteriormente se trasladó a la Universidad de Illinois, donde estuvo un año, pasando a continuación a la de Harvard.
El campo de trabajo de Zariski fue la geometría algebraica especialmente, aunque también realizó investigaciones notables en álgebra. En colaboración con Pierre Samuel publicó Commutative Algebra, Nueva York, 1958, que ha servido para formar en álgebra a bastantes generaciones de estudiantes. 
En Geometría algebraica, Zariski, dentro de las técnicas de la escuela alemana, encabezada por Emmy Noether, obtuvo resultados trascendentales. Uno de los puntos que le dieron más fama fue el de la resolución de singularidades de una variedad algebraica, es decir, el problema de ver si se puede transformar toda variedad algebraica en otra birracionalmente equivalente sin puntos singulares, estableciendo lo que se denomina Topología de Zariski.
Severi hizo una primera demostración, en 1914, de que era posible resolver las singularidades de una superficie algebraica. Zariski, en 1934, invalidó esta demostración probando que uno de los puntos de la misma no era correcto. Posteriormente, en 1939, demostró que para una superficie algebraica sobre un cuerpo algebraicamente cerrado de característica cero era posible resolver las singularidades. En 1943 demostró más brevemente este teorema, que, además, no hacía necesario que el cuerpo fuese algebraicamente cerrado. En 1944 resolvió el problema de la resolución de singularidades para variedades de dimensión 3, pero el problema general para variedades de dimensión n no fue resuelto hasta 1962, por Heisuke Hironaka. Tienen también interés los trabajos de Zariski sobre puntos singulares de variedades algebraicas, correspondencias birracionales y multiplicidad de intersección.
Fue galardonado en 1981 con el Premio Wolf en Matemática.